# سد هانه جی
سد هانه جی Haneji Dam (羽地ダム) یک سد خاکی سنگ ریز بر روی رودخانه هانه جی در ناگو، استان اوکیناوای ژاپن است. هدف از احداث این سد کنترل سیلاب و تأمین آب است.

## تاریخ
برنامه‌ریزی برای احداث سد در اواخر دهه ۱۹۶۰ توسط سپاه مهندسی ارتش ایالات متحده انجام و ساخت سد در سال ۱۹۸۱ آغاز شد. ساخت تونل‌های انحراف رودخانه در سال ۱۹۹۳ آغاز و کار بر روی ساختمان سد در سال ۱۹۹۸ آغاز شد. بدنه سد در سال ۲۰۰۰ و کل پروژه در سال تکمیل شد.

## طرح
سد ۶۷ متر (۲۲۰ فوت) ارتفاع و ۱۹۸ متر (۶۵۰ فوت) طول دارد که از نوع خاکریز سنگی بلند، با حجم ساختاری ۱٬۰۵۰٬۰۰۰ متر مکعب (۱٬۳۷۳٬۳۴۸ یارد مکعب) و ارتفاع تاج ۷۴ متر (۲۴۳ فوت) می‌باشد. حوزه آبریز سد ۱۱ کیلومتر مربع (۴ مایل مربع) و سطح مخزن آن ۱ کیلومتر مربع (۲۴۷ جریب فرنگی) است. ظرفیت مخزن ۱۹٬۸۰۰٬۰۰۰ متر مکعب (۱۶٬۰۵۲ جریب فوت) می‌باشد ولی ۱۹٬۲۰۰٬۰۰۰ متر مکعب (۱۵٬۵۶۶ جریب فوت) به عنوان ظرفیت مفید عمل می‌کند. این سد مجهز به سرریز ناودانی کنترل نشده‌است.

### نوآوری‌ها
این سد و تأسیسات آن به چندین نوآوری مختلف به منظور بهبود کیفیت آب و محیط زیست مجهز شده‌است. آب موجود در مخزن هوادهی می‌شود و آب تخلیه شده از سد، دو توربین کوچک آبی را می‌چرخاند که برق مورد نیاز برای عملکرد سامانه هوادهی را تأمین می‌کند. با توجه به ارتفاع سد، گذرگاه ماهی سنتی قابل اجرا نبوده‌است. ما یک سیستم جابجایی هوایی ایجاد شد تا ماهی‌ها را از طریق لوله به داخل و خارج از مخزن منتقل شوند.